# Правда (Малопольское воеводство)
Пра́вда (пол. Prawda) — село в Польше в сельской гмине Михаловице Краковского повета Малопольского воеводства.
Село располагается в 12 км от административного центра воеводства города Краков.
В 1975—1998 годах село входило в состав Краковского воеводства.